# Montserrat Roig i Fransitorra
Montserrat Roig i Fransitorra (1946-1991) was een Catalaanse schrijfster, journaliste en essayiste. Naast haar literaire werk werd ze ook bekend door haar interviews in diverse tijdschriften en op de televisie.

## Leven
Ze werd geboren in Barcelona op 13 juni 1946 in een literaire en catalaansgezinde familie. Haar moeder was de schrijfster Albina Fransitorra i Alenà en haar vader, Tomàs Roig i Llop, advocaat en schrijver. Ze was de zesde van zeven kinderen.
Van 1963 tot 1968 studeert ze Wijsbegeerte en Letteren aan de Universiteit van Barcelona. Van in het begin van haar studies wordt ze actief in de ondergrondse marxistische verzetsbeweging tegen de franquistische dictatuur en de Partit Socialista Unificat de Catalunya. In 1966 huwt ze met de communistische militant Albert Puigdomènech en is ze actief betrokken bij de Caputxinada, een van de eerste grote manifestaties van het verzet.
In 1968 wordt ze redactrice bij de Gran Enciclopèdia Catalana. In haar literaire werken beschrijft ze de kleine bourgeoisie van de Eixample van de laatste honderd jaar en vooral uit de laatste jaren van het franquisme, telkens vanuit het standpunt van de vrouwen, en daarin is ze zeer vernieuwend. Als journaliste werkt ze mee aan diverse tijdschriften en kranten: Tele-Exprés, Serra d’Or , L’Avenç, Els Marges, Destino, Cuadernos para el diálogo, Triunfo, Vindicación Feminista en Avui.
Ze wordt beschouwd als een van de belangrijkste auteurs van de tweede helft van de 20ste eeuw, zowel voor haar literair werk als voor non-fictie. Drie thema's keren voortdurend terug: de sociale onrechtvaardigheid, het feminisme en de gruwelen van de nazitijd.
Montserrat Roig i Fransitorra is op 10 november 1991 in Barcelona overleden aan borstkanker die pas kort tevoren was vastgesteld.

## Werken

### Fictie
- 1970: Molta roba i poc sabó... i tan neta que la volen
- 1972: Ramona, adéu
- 1977: El temps de les cireres
- 1980: L'hora violeta
- 1982: L'òpera quotidiana
- 1987: La veu melodiosa
- 1989: El cant de la joventut (verhalen)

### Non-fictie
- (es)  1975: Los hechiceros de la palabra
- 1977: Rafael Vidiella o l'aventura de la revolució
- 1977: Els catalans als camps nazis — een allereerste studie over de geschiedenis van de Catalanen in de nazi-concentratiekampen.
- (es)  1980: ¿Tiempo de mujer?
- (es)  1981: Mujeres en busca de un nuevo humanismo
- 1985: L'agulla daurada
- 1991: Digues que m’estimes encara que sigui mentida
- 1992: Un pensament de sal, un pessic de pebre — een bundeling van haar artikels voor de krant Avui.

### Toneel
- 1990: Reivindicació de la senyora Clito Mestres (teatre)

### Televisieprogramma's
- Líders (Premi Òmnium Cultural)
- Búscate la vida

### In het Nederlands
- Espardenya, Amsterdam, Wereldbibliotheek, 1988, ISBN 9789028415461

Verder zijn er vertalingen verschenen in onder andere het Duits, Engels, Frans, Spaans, Portugees, Hongaars en Italiaans.

## Onderscheidingen en erkenning
- 1970: Premi Víctor Català voor Molta roba i poc sabó… i tan neta que la volen.
- 1966: Premi Sant Jordi de novel·la voor El temps de les cireres.[6]
- 1978: Serra d'Or-criticiprijs voor literatuur en essay voor Els catalans als camps nazis.
- 1986: Premi Nacional de Literatura Catalana (essay) voor L'agulla daurada.

De middelbare school van Sant Andreu de la Barca en diverse straten werden naar Montserrat Roig i Fransitorra vernoemd: onder meer in Málaga, Lerida, Manresa, Gerona, Terrassa, Badalona, L'Hospitalet de Llobregat en Sabadell. Bij de 20ste verjaardag van haar overlijden in november 2011 heeft het Col·legi de Periodistes, de Catalaanse journalistenvereniging een reizende tentoonstelling aan haar gewijd, met foto's van haar tijdens interviews met bekende personen.